# Jiubujiang Shuiku
Jiubujiang Shuiku (kinesiska: 酒埠江水库) är en reservoar i Kina. Den ligger i provinsen Hunan, i den södra delen av landet, omkring 130 kilometer sydost om provinshuvudstaden Changsha. Jiubujiang Shuiku ligger 158 meter över havet. Arean är 6,9 kvadratkilometer. I omgivningarna runt Jiubujiang Shuiku växer i huvudsak blandskog. Den sträcker sig 5,8 kilometer i nord-sydlig riktning, och 8,9 kilometer i öst-västlig riktning.
Genomsnittlig årsnederbörd är 2 038 millimeter. Den regnigaste månaden är maj, med i genomsnitt 302 mm nederbörd, och den torraste är oktober, med 33 mm nederbörd.